# Польська соціал-демократична партія Галичини i Сілезії
Польська соціал-демократична партія Галичини i Сілезії (пол. Polska Partia Socjalno-Demokratyczna Galicji i Śląska Cieszyńskiego), відома також як Соціал-демократична партія Галичини — політична партія, що діяла в Королівстві Галичини та Володимирії.
Організаційне оформлення соціал-демократії в Галичині було започатковане створенням Галицької робітничої партії (Львів, листопад 1890). Від I з’їзду 1892 року партія мала назву Соціал-демократична партія Галичини, а від 1893 року — Соціал-демократична партія Галичини i Сілезії. 
Партія діяла відповідно до програмних принципів австрійської соціал-демократії, була її автономною секцією і об’єднува не тільки польських, а й українських та єврейських робітників Галичини.

## Заснування та діяльність партії
На території Австро-Угорщини, до якої входили українські та польські землі, організаційне оформлення соціал-демократії відбулося у вигляді створення партії наприкінці 1860-х років. Після періоду непевності та розколу на «поміркованих» та «радикалів» 30 грудня 1888 – 1 січня 1889 р. на з’їзді в містечку Гайнфельд поблизу Відня за участі 80 делегатів і 25 гостей із 13 коронних земель Соціал-демократична робітнича партія Австрії була фактично створена заново. Вона об’єднала соціал-демократів Цислейтанії — австрійської частини імперії. Участь у роботі з’їзду з ініціативи В. Адлера брав, як представник галицьких соціалістів, робітник-друкар зі Львова Нафталій Тельц, що працював на той час у Відні. Серед 12 тогочасних періодичних видань, редакційні комітети яких мали грати роль керівних центрів партії на місцях, названо львівську робітничу газету «Praca». 
Організаційне оформлення соціалістів у європейських країнах дало поштовх до організації польськими соціалістами в листопаді 1890 року Галицької робітничої партії. Але цій події передувала низка конкретних заходів, що стали практичними кроками на шляху до організації партії.

### Підготовчий період та передумови створення партії
Ігнацій Дашинський разом із групою своїх товаришів-студентів став одним з основних ініціаторів утворення Галицької робітничої партії.